# Vüqar Həşimov
Vüqar Qasım oğlu Həşimov beziehungsweise Vugar Gashimov, (* 24. Juli 1986 in Baku, Aserbaidschanische SSR, Sowjetunion; † 11. Januar 2014 in Heidelberg, Deutschland) war ein aserbaidschanischer Schachspieler.

## Leben und Erfolge
Həşimov lernte das Schachspielen von seinem Vater, als er sechs Jahre alt war. Trainiert wurde er in seiner Jugend von dem Internationalen Meister Anar Allahverdiyev. Seit 2002 war Vüqar Həşimov Großmeister, nachdem er 1999 Internationaler Meister geworden war. Im Sommer 2009 trainierte er mit dem moldauischen Großmeister Viorel Iordăchescu.
Im Jahre 1996 wurde er in Cala Galdana bei der U10-Weltmeisterschaft hinter P. Harikrishna Zweiter. Im März 1999 machte er auf sich aufmerksam, als er die U16-Konkurrenz des Kasparov Cups gewann. Vorher hatte er schon dreimal aserbaidschanische Jugendmeisterschaften gewonnen: 1995, 1996 und 1998. Er siegte bei Turnieren in Aluschta im März und April 2002, in Athen im März 2005 (Akropolis-Turnier) und dem Masters in Abu Dhabi im August 2006. Im Februar 2008 gewann er nach Feinwertung das 24. Cappelle La Grande Open, im Mai 2008 teilte er sich beim FIDE-Grand-Prix in Baku den Sieg mit Wang Yue und Magnus Carlsen. Bei der Europameisterschaft im Schnellschach belegte er im Dezember 2010 hinter Zoltán Almási den zweiten Platz.

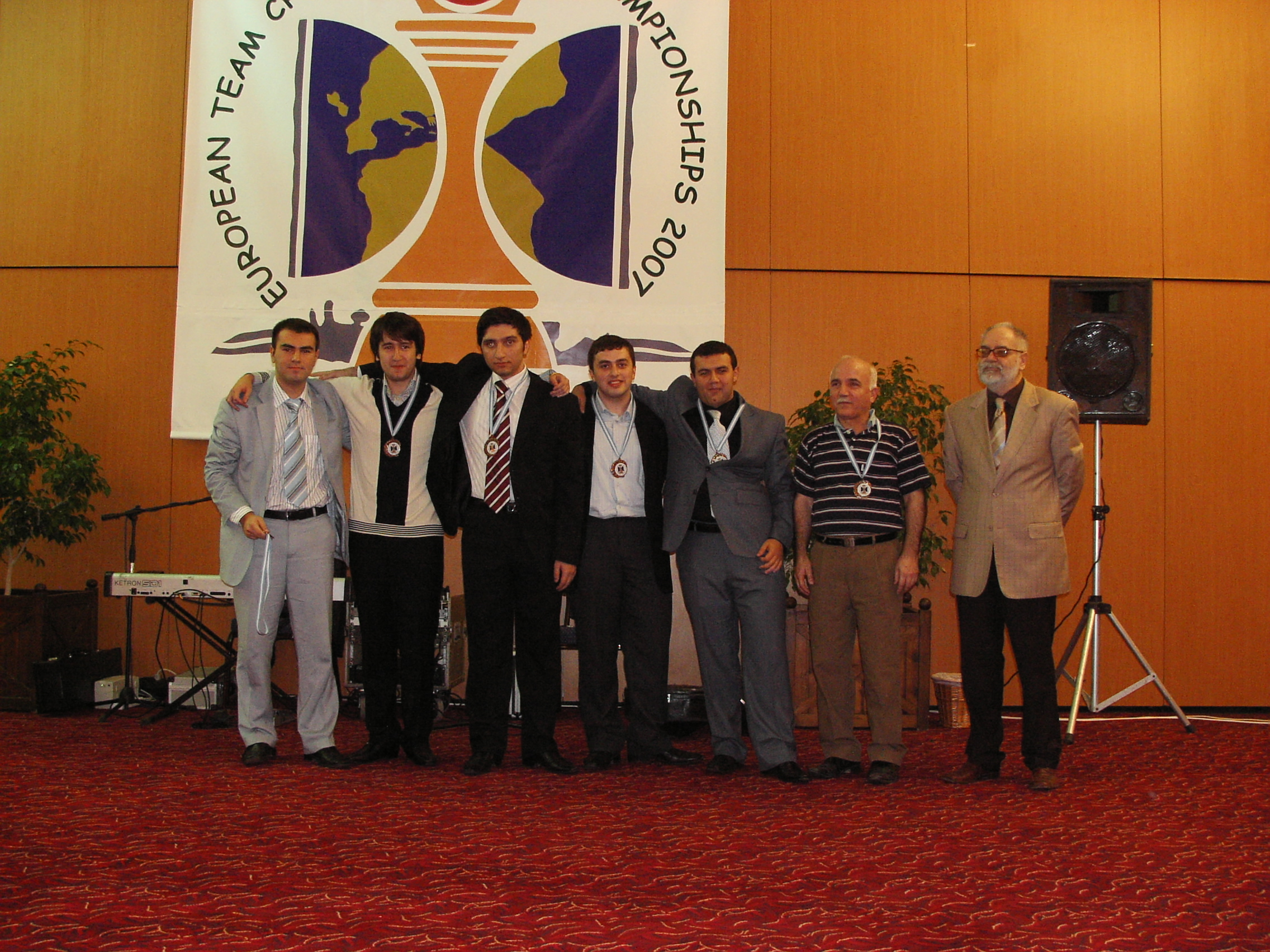
Aserbaidschan bei der Europäischen Mannschaftsmeisterschaft 2007 (Vüqar Həşimov: Dritter von links)

Mit der aserbaidschanischen U16-Nationalmannschaft wurde er bei der U16-Schacholympiade 2000 am ersten Brett in Artek Dritter. Mit der aserbaidschanischen Nationalmannschaft nahm er an vier Schacholympiaden teil (2002, 2004, 2006 und 2008) mit einem Gesamtergebnis von 28,5 Punkten aus 41 Partien (+18 =17 −6). Bei der Mannschaftseuropameisterschaft 2007 in Iraklio erhielt die aserbaidschanische Nationalmannschaft mit ihm am dritten Brett die Bronzemedaille, die Mannschafts-EM 2009 in Novi Sad gewann er am zweiten Brett spielend, bei der EM 2011 in Porto Carras belegte er mit Aserbaidschan den zweiten Platz und erhielt eine Bronzemedaille für sein Ergebnis am zweiten Brett.
Erst ab 2005 spielte er international in Vereinsmannschaften, und zwar in französischen (in den Spielzeiten 2005/06 und 2009/10 für Évry Grand Roque, in der Saison 2007/08 für Philidor Mülhausen), spanischen (2007 für die internationale Schachschule Kasparow-Marcote, 2008 für SCC de Sabadell, 2009 und 2010 wieder für Marcote, mit denen er 2010 spanischer Mannschaftsmeister wurde), iranischen, türkischen, russischen und israelischen Ligen. Im Iran spielte er 2006 für den Verein Petroshimi Bandare Emam und in der Saison 2007 für Sanatenaft Abadan. Mit Beşiktaş Jimnastik K. wurde er 2007 türkischer Mannschaftsmeister, 2008 spielte er für Adana Truva. 2005 nahm er für den türkischen Verein Marmaris Munic. SC an der Europameisterschaft der Vereinsmannschaften (European Club Cup) im italienischen Saint-Vincent teil, wo er eine Silbermedaille für seine Leistung von 85,7 % am ersten Brett erhielt. Für den israelischen Aschdod Illit Chess Club spielend erhielt er beim European Club Cup 2009 in Ohrid eine individuelle Goldmedaille für sein Ergebnis von 5 aus 6 am zweiten Brett bei einer Elo-Leistung von 2883. In Russland spielte er für Shatar-Metropol Burjatien. In Deutschland spielte er seit der Saison 2009/10 für Werder Bremen.
Seine letzte Elo-Zahl lag bei 2737, seine höchste war 2761 im Januar 2012. Seine höchste Position auf der FIDE-Weltrangliste war der sechste Platz im November 2009. Auf dem Internetschachserver ICC hatte er unter dem Namen Diadematus mit einem ICC-Blitzrating von 3675 die Spitzenposition inne. Auf dem ChessBase-Server war er mit Stand Juni 2007 im Bullet-Schach der beste Spieler mit einer bisher höchsten Elo-Zahl von 3358.
Həşimov wurde aufgrund einer Fehldiagnose jahrelang gegen Epilepsie behandelt. Dadurch konnte er nach eigener Aussage nicht so viel Zeit mit Training und Vorbereitung verbringen wie andere Weltklassespieler. Es stellte sich heraus, dass er an einem Hirntumor litt.
Seine Teilnahme am FIDE Grand Prix 2012–2013, für den er aufgrund seiner Elo-Wertung qualifiziert war, sagte er aus gesundheitlichen Gründen ab. Das Tata-Steel-Schachturnier im Januar 2012 war sein letztes Schachturnier, seine letzte Elo-gewertete Partie hatte er am 5. Februar 2012 beim 9. Spieltag der Schachbundesliga-Saison 2011/12. Von der FIDE wurde er anschließend als inaktiver Spieler geführt.

### Tod und Reaktionen
Vüqar Həşimov starb in der Nacht auf den 11. Januar 2014 in einem Krankenhaus in Heidelberg an den Folgen eines Hirntumors. Həşimovs Leichnam wurde auf dem Friedhof Fəxri Xiyaban in Baku beigesetzt.
Die Nachricht von Həşimovs Tod wurde in der Schachwelt mit Trauer aufgenommen. Exweltmeister Garri Kasparow drückte seinen Respekt vor der hohen schachlichen Leistung Həşimovs im Hinblick auf dessen gesundheitliche Probleme aus. Der aserbaidschanische Präsident İlham Əliyev würdigte Həşimovs Verdienste für den Sport als „unersetzlich“. Həşimov habe „beispiellose Beiträge zur Entwicklung der aserbaidschanischen Schachschule“ geleistet.
Vom 19. bis 30. April 2014 fand in Şəmkir das Shamkir Chess statt, ein doppelrundiges Turnier mit sechs Teilnehmern, darunter Weltmeister Magnus Carlsen. Seitdem wird das Turnier, das seit 2019 Vugar Gashimov Memorial trägt, jedes Jahr ausgetragen.

### Spielstil
Həşimov galt als sehr talentierter und kreativer Spieler mit einem dynamischen Spielstil. Mit den weißen Steinen war er ein Experte der Spanischen Eröffnung, mit den schwarzen Steinen spielte er oft erfolgreich die als riskant geltende Benoni-Verteidigung.
|   | a | b | c | d | e | f | g | h |   |
| 8 |   |   |   |   |   |   |   |   | 8 |
| 7 |   |   |   |   |   |   |   |   | 7 |
| 6 |   |   |   |   |   |   |   |   | 6 |
| 5 |   |   |   |   |   |   |   |   | 5 |
| 4 |   |   |   |   |   |   |   |   | 4 |
| 3 |   |   |   |   |   |   |   |   | 3 |
| 2 |   |   |   |   |   |   |   |   | 2 |
| 1 |   |   |   |   |   |   |   |   | 1 |
|   | a | b | c | d | e | f | g | h |   |

In einer seiner bekanntesten Partien besiegte er den Weltklassespieler Boris Gelfand in nur 16 Zügen:
Həşimov–Gelfand 1:0
Lugo (Spanien), 22. September 2009
Russische Verteidigung, ECO-Schlüssel C43
1. e2–e4 e7–e5 2. Sg1–f3 Sg8–f6 3. d2–d4 Sf6xe4 4. d4xe5 d7–d5 5. Sb1–d2 Se4–c5 6. Sd2–b3 Sc5–e6 7. Sb3–d4 Se6xd4 8. Sf3xd4 Lf8–e7 9. Lf1–d3 c7–c5 10. Sd4–f5 0–0 Diagramm  11. Sf5xg7 Kg8xg7 12. Dd1–h5 Tf8–h8 13. Lc1–h6+ Kg7–g8 14. e5–e6 f7xe6 15. Dh5–g4+ Kg8–f7 16. Dg4–g7+ 1:0